# Harold John Butler Keating
Harold John Butler Keating, kanadski general, * 15. marec 1898, † 1970.